# Zuidelijke rode muntjak
De zuidelijke rode muntjak of het blaffend hert (Muntiacus muntjak), voorheen ook wel bekend als de Indische muntjak is een soort muntjak, een kleine hertachtige. Het is een algemeen voorkomende soort muntjak met een verspreidingsgebied in Soendaland. De zuidelijke rode muntjak heeft een grijze tot roodbruine vacht en maakt een blaffend geluid, waar de naam "blaffend hert" aan te danken is. De mannetjes hebben korte horens. De zuidelijke rode muntjak is een omnivoor dier, dat zich voedt met planten, fruit, eieren en zelfs kadavers van andere dieren.
De zuidelijke rode muntjak is geen bedreigde soort. Het dier wordt door landbouwers soms gezien als een plaag en daarom bejaagd.

## Kenmerken
De zuidelijke rode muntjak wordt tussen de 90 en 135 cm lang en heeft een schofthoogte van 40 tot 65 cm. De mannetjes zijn gewoonlijk groter dan de vrouwtjes. De zuidelijke rode muntjak heeft een korte maar dikke, zachte vacht. De kleur van de vacht is grijsbruin tot roodbruin met een goudachtige glans op de rug en wit op de buik. De poten zijn donkerbruin tot roodbruin. De bovenkant van de kop is donkerbruin. De oren zijn nauwelijks behaard. In de winter wordt de vacht lichter van kleur.
De mannetjes hebben korte horens, die 3 tot 8 cm lang zijn. Bij de vrouwtjes zitten op dezelfde plek slechts benige knobbeltjes. De mannetjes hebben daarnaast ook ongeveer 2,5 cm lange snijtanden in de bovenkaak, die over de lippen uitsteken.
Genetisch gezien is de zuidelijke rode muntjak bijzonder: de vrouwtjes hebben het laagst bekende aantal chromosomen onder de zoogdieren. Bij de vrouwtjes is het diploïde aantal chromosomen 2n = 6. Bij de mannetjes is dit aantal 7. Ter vergelijking: de Chinese muntjak (Muntiacus reevesi) heeft 2n = 46.

## Taxonomie
In 2017 werd de Indische muntjak in twee soorten gesplitst: de zuidelijke rode muntjak (Muntiacus muntjak) en de noordelijke rode muntjak (Muntiacus vaginalis). Later zijn er nog twee soorten van de noordelijke rode muntjak afgesplitst, namelijk Muntiacus aureus en Muntiacus malabaricus.

## Levenswijze
De zuidelijke rode muntjak is een solitair levend dier. Ze zijn zowel overdag als 's nachts actief. De mannetjes leven in territoria, die ze markeren met hun geurklieren, die zich op de kop bevinden. De mannetjes vechten onderling om deze territoria en om de vrouwtjes. Bij de gevechten gebruiken ze de korte horentjes, maar ook de gevaarlijkere snijtanden.
Zuidelijke rode muntjaks zijn alleseters. Het dieet bestaat meestal uit laag groeiende planten, bladeren, bast, twijgjes, vruchten en zaden, soms aangevuld met eieren, insecten of andere kleine dieren. Ze foerageren meestal langs bosranden en open plekken. De grote snijtanden helpen het dier bij het zoeken en naar binnen werken van voedsel. De mannetjes kunnen ze ook gebruiken om rivalen of vijanden mee te verwonden.
Als een muntjak zich bedreigd voelt, stoot het dier een blaffend geluid uit. Dit is niet bedoeld om andere muntjaks te waarschuwen, maar om de predator duidelijk te maken dat hij gezien is. Het geluid wordt ook gemaakt als het zichtveld van het dier tijdelijk klein is.

## Voortplanting
Zuidelijke rode muntjaks zijn polygame dieren. De vrouwtjes worden na het eerste of tijdens het tweede levensjaar geslachtsrijp. De draagtijd is zes tot zeven maanden. Voor de bevalling zoeken de vrouwtjes liefst een plek in dicht struikgewas. Meestal komt een enkel jong ter wereld, maar soms komen tweelingen voor. Muntjaks verschillen van andere hertachtigen doordat ze geen bronsttijd hebben: ze kunnen zich het hele jaar door voortplanten. Een vrouwtje kan in de loop van het jaar meerdere malen zwanger zijn. De jongen verlaten de moeder na zes maanden.

## Verspreiding
De zuidelijke rode muntjak leeft in tropische, bosrijke gebieden met een dichte begroeiing, zoals graslanden, savannes, bladverliezende bossen of struikgewas. Het dier komt nooit ver van drinkwaterplaatsen.
Het verspreidingsgebied beslaat het grootste deel van Soendland. Ze komen voor van het zuiden van Thailand tot in het zuiden van het Maleisisch Schiereiland en op de eilanden Sumatra, Java, Borneo, de Riau-eilanden, Banka, Billiton.